# Mistrovství světa ve fotbale 2030
Mistrovství světa ve fotbale 2030 bude 24. mistrovstvím pořádaným federací FIFA. Bude se poprvé v historii hrát v 6 zemích na 3 kontinentech. Hostitelskými zeměmi se staly Španělsko, Portugalsko a Maroko. Úvodní zápasy se odehrají v Argentině, Paraguayi a Uruguayi na počest stého výročí šampionátu. Šampionátu se opět zúčastní 48 zemí ze všech 6 konfederací.

## Výběr hostitelů
FIFA zahájila výběrové řízení v roce 2022. Jako hostitelé ročníků 2022 a 2026 nemohl Mistrovství světa ve fotbale 2030 pořádat člen asijské AFC ani severoamerické CONCACAF.
Hostitelé musí mít k dispozici alespoň čtrnáct celoplošných stadionů s kapacitou 40 000 diváků, přičemž minimálně sedm z nich musí být již existujících. Zahajovací zápas a finále se musí odehrát na stadionu s kapacitou 80 000 diváků, zatímco semifinále na stadionu s kapacitou 60 000 diváků. Hostitelé musí mít také k dispozici nejméně 72 vhodných tréninkových míst, čtyři vhodná tréninková místa pro každý stadion, kromě toho dvě vhodná tréninková místa pro rozhodčí, všechna s vhodným ubytováním. Rada FIFA také upravuje požadavky týkající se míst pro vysílání, míst pro akce související se soutěží a také ubytování. Kromě toho bude rada zvažovat také faktory udržitelnosti, ochrany životního prostředí a lidských práv, spolu s vládní podporou, organizačním modelem, který má být použit, kromě ustanovení o zřízení "fondu pro dědictví".

## Kvalifikace
Na mistrovství světa se kvalifikuje všech šest hostitelských zemí.

Tým se kvalifikoval na závěrečný turnaj
Tým, o jehož postupu do kvalifikace ještě nebylo rozhodnuto
Tým se nekvalifikoval
Tým vyloučen nebo odstoupil
Neúčastnil se

| Tým         | Kvalifikován jako               | Datum zajištění kvalifikace | Pořadí účasti na MS | Poslední účast | Po sobě jdoucí účasti na MS | Nejlepší umístění        |
| ----------- | ------------------------------- | --------------------------- | ------------------- | -------------- | --------------------------- | ------------------------ |
| Španělsko   | Spolupořadatel                  | 4. října 2023               | 17                  | 2022           | 13                          | Vítěz (2010)             |
| Portugalsko | Spolupořadatel                  | 4. října 2023               | 9                   | 2022           | 7                           | Třetí místo (1966)       |
| Maroko      | Spolupořadatel                  | 4. října 2023               | 7                   | 2022           | 4                           | Čtvrté místo (2022)      |
| Argentina   | Spolupořadatel výročního zápasu | 5. října 2023               | 19                  | 2022           | 14                          | Vítěz (1978, 1986, 2022) |
| Uruguay     | Spolupořadatel výročního zápasu | 5. října 2023               | 15                  | 2022           | 5                           | Vítěz (1930, 1950)       |
| Paraguay    | Spolupořadatel výročního zápasu | 5. října 2023               | 9                   | 2010           | 1                           | Čtvrtfinále (2010)       |